# Hippomane mancinella
Hippomane mancinella, la mancinel·la (en anglès: manchineel), és una espècie de planta amb flors euforbiàcia. És planta nativa de Florida als Estats Units, Bahames, Amèrica Central i el nord d'Amèrica del Sud. El nom anglès de "manchineel" deriva del castellà manzanilla perquè el fruit sembla una poma petita. Actualment en castellà el seu nom és el de manzanilla de la muerte, "pometa de la mort" que es refereix al fet que es tracta d'un dels arbres més verinosos del món.

## Descripció
La mancinel·la és un arbre que arriba a fer 15 metres d'alt i té l'escorça grisenca. Els seus fruits són de color verd o groguencs verdosos quan són madurs.
Es troben prop o a les platges del litoral. Fan tallavents excel·lents i les seves rels estabilitzen la sorra, ajudant a evitar l'erosió.

## Toxicitat
Conté toxines, algunes encara no identificades. La seva saba lletosa conté forbol i altres irritants de la pell, que produeixen una forta dermatitis al·lèrgica. Si es roman sota aquest arbre durant una pluja forta es produeixen butllofes a la pell i cremar aquest arbre pot produir ceguesa si el fum del foc arriba als ulls.
El fruit possiblement és mortal si s'ingereix, tanmateix, "no hi ha reports de casos de mort a causa de la seva ingestió".
i la "ingestió pot produir gastroenteritis greu i altres complicacions" (font: Poisonous Plants: A Handbook for Doctors, Pharmacists, Toxicologists, Biologists and Veterinarians, by Dietrich Frohne and Hans Jürgen Pfänder. 2005).
En alguns llocs de la seva distribució, aquests arbres porten un senyal d'avertiment (per exemple a Curaçao), mentre que en d'altres estan marcats amb una "X" vermella al seu tronc. A les Antilles sota administració francesa sovint els arbres estan marcats amb una banda de pintura vermella. Tanmateix, a Bonaire no porten cap marca.
Aquest arbre conté en les fulles hippomanina, mancillenina i sapogenina mentre que el fruit conté fisostigmina.
Els amerindis kalina del Carib utilitzaven la saba d'aquest arbre per a enverinar les fletxes. Els amerindis Arawak i Taíno utilitzaven com a antídot d'aquest verí la planta Maranta arundinacea. Juan Ponce de León va ser ferit de mort per les sagetes emmetzinades d'aquest arbre durant la batalla contra els Calusa a Florida.
Després de la seva descoberta, la rapiditat de l'acció d'enverinament de la mancinel·la va esdevenir famosa. En l'òpera de Giacomo Meyerbeer de 1865 L'Africaine la seva heroïna se suïcida inhalant els vapors de la planta.

## Conservació
La mancinel·la està classificat com a espècie en perill a Florida.